# Luge nos Jogos Olímpicos de Inverno de 1988
O luge nos Jogos Olímpicos de Inverno de 1988 consistiu de três eventos: dois individuais (masculino e feminino) e um em duplas mistas. Foram realizados no Canada Olympic Park em Calgary, no Canadá.

## Medalhistas
| Evento                        | Ouro                                                | Prata                                             | Bronze                                                   |
| ----------------------------- | --------------------------------------------------- | ------------------------------------------------- | -------------------------------------------------------- |
| Individual masculino detalhes | Jens Müller GDR Alemanha Oriental                   | Georg Hackl FRG Alemanha Ocidental                | Yuri Kharchenko URS União Soviética                      |
| Individual feminino detalhes  | Steffi Walter GDR Alemanha Oriental                 | Ute Oberhoffner GDR Alemanha Oriental             | Cerstin Schmidt GDR Alemanha Oriental                    |
| Duplas detalhes               | Jörg Hoffmann Jochen Pietzsch GDR Alemanha Oriental | Stefan Krausse Jan Behrendt GDR Alemanha Oriental | Thomas Schwab Wolfgang Staudinger FRG Alemanha Ocidental |

## Quadro de medalhas
| Ordem | País                   | Medalha de ouro | Medalha de prata | Medalha de bronze |   |
| ----- | ---------------------- | --------------- | ---------------- | ----------------- | - |
| 1     | GDR Alemanha Oriental  | 3               | 2                | 1                 | 6 |
| 2     | FRG Alemanha Ocidental |                 | 1                | 1                 | 2 |
| 3     | URS União Soviética    |                 |                  | 1                 | 1 |
| TOTAL | TOTAL                  | 3               | 3                | 3                 | 9 |